# Neal D. Barnard
Neal D. Barnard (Fargo, 10 luglio 1953) è un medico, saggista e attivista statunitense.

## Biografia
Laureato alla George Washington University School of Medicine and Health Sciences, è professore presso la stessa istituzione.
Ha fondato, divenendone primo presidente, il Physicians Committee for Responsible Medicine (PCRM), un'organizzazione senza fini di lucro che intende creare una rete di medici, scienziati e semplici cittadini, al fine di promuovere la medicina preventiva, condurre ricerche cliniche, e promuovere più alti standard nella ricerca.
È convinto sostenitore di regimi dietetici a basso tenore di grassi, con l'utilizzo di materie prime non raffinate.
Attivista dei diritti degli animali, conduce ricerche per trovare alternative alla sperimentazione animale. Nel 2013 gli è stato conferito l'Empty Cages Prize.

## Opere
Barnard è autore di numerose pubblicazioni scientifiche e di vari libri destinati a un pubblico non specialistico, tradotti in varie lingue. 
- Neal D. Barnard, Super cibi per la mente. Un programma alimentare per proteggere il cervello e rafforzare la memoria, Edizioni Sonda, 2013.
- Neal D. Barnard, The 21-Day Weight Loss Kickstart, 2011.
- Neal D. Barnard, Dr. Neal Barnard's Program for Reversing Diabetes, 2007.
- Neal D. Barnard, Breaking the Food Seduction, 2003.